# 大阪大学トライデンツ
大阪大学トライデンツ（おおさかだいがくトライデンツ、英: OSAKA UNIVERSITY TRIDENTS）は大阪大学体育会に所属するアメリカンフットボールチームである。2008年大阪大学と大阪外国語大学の統合に伴い、大阪大学ハーキュリーズと大阪外国語大学ギャンブラーズが統合して発足。

## チーム名の由来
トライデンツとは「3つの刃」を意味し、ギリシア神話の海神ポセイドンが使用する三又の銛のことである。大阪大学と大阪外国語大学の統合後の新生大阪大学における「豊中・吹田・箕面」の3か所のキャンパスを表している。
また、「Player」 「Staff」 「Coach」の力を結束させ、敵を撃破するという思いが込められている。

## チーム理念
意気地を持て
意気地 : 物事をやりとおす気力。他に負けまいとする意地。

## トライデンツルール
〜3つのT〜
TRUTH
学生、一成人として誠実で節度ある行動をとること
THANK
フットボールに打ち込める環境に対する感謝の気持ちを常に忘れないこと
TRY
チームの成長と勝利を目指して、悔いのない精一杯の取り組みをすること

## 歴史

### ハーキュリーズの歴史
1967年に発足し、翌1968年に関西学生アメリカンフットボール連盟二部リーグに加盟する。1971年には入れ替え戦で同志社大学ワイルドローバーに圧勝し、一部リーグに昇格する。しかし、一部5年目に入れ替え戦で同志社大学に敗れ二部リーグに降格する。
1984年には8年ぶりに二部リーグ優勝を果たすが、代表決定戦にて中京大学に敗退する。翌年1985年に二部リーグ全勝優勝し、入れ替え戦にて中京大学を下し、9年ぶりの一部リーグに昇格する。しかし、その翌年には入れ替え戦で甲南大学レッドギャングに敗れ再び二部リーグに降格する。
その後2000年までに3度二部リーグで優勝するがいずれも大阪産業大学との入れ替え戦に敗退する。
2003年には二部リーグで6位となり三部リーグとの入れ替え戦で敗退し、降格する。2005年二部リーグに昇格するが、二部リーグ下位に定着する。

### ギャンブラーズの歴史
1975年大阪外国語大学アメリカンフットボール同好会として創部。翌1976年に関西学生アメリカンフットボール連盟神戸大学レイバンズ、龍谷大学シーホース、英知大学、大阪教育大学と共に加盟する。近畿学生リーグ（二部）南部ブロック（当時）に参加する。
1980年、1981年には近畿学生リーグ（二部）南部ブロックで優勝するがいずれも入れ替え戦で敗退し、二部リーグに残留する。
1981年には加盟大学の増加に伴い三部リーグに降格する。
1992年に三部リーグ南部ブロックで優勝し、大阪府立大学との入れ替え戦に勝利し、二部リーグに昇格する。しかし、1994年に三部リーグに降格し翌年には二部リーグに昇格するが、その翌年には再び三部リーグに降格する。

### トライデンツの歴史
2008年大阪大学と大阪外国語大学の統合に伴い、ハーキュリーズとギャンブラーズも統合し、トライデンツを発足する。その年には京都産業大学とのプレイオフを制し8年ぶりの二部リーグ優勝を果たす。
その後は二部リーグ上位に進出しながら長らく優勝から遠ざかっていた。2023年シーズンに6勝1敗の成績で優勝を達成し、ハーキュリーズ時代以来38年ぶりとなる一部リーグ昇格を決めた。しかし2024年シーズンは全敗（0勝7敗）で最下位となった。